# Sutton (Vermont)
Sutton ist eine Town im Caledonia County des Bundesstaates Vermont in den Vereinigten Staaten mit 913 Einwohnern (laut Volkszählung des Jahres 2020).

## Geografie

### Geografische Lage
Sutton liegt im Norden des Caledonia Countys, in den Green Mountains. Mehrere kleine Bäche entwässern das Gebiet der Town. Sie münden in südöstlicher Richtung im Passumpsic River. Es gibt mehrere kleine Seen auf dem Gebiet der Town, der größte ist der Pean Pond. Die Oberfläche der Town ist eher eben, die höchste Erhebung ist der 692 m hohe Norris Mountain.

### Nachbargemeinden
Alle Entfernungen sind als Luftlinien zwischen den offiziellen Koordinaten der Orte aus der Volkszählung 2010 angegeben.
- Norden: Westmore, 5,5 km
- Nordosten: Newark, 11,0 km
- Osten: Burke, 11,8 km
- Süden: Lyndon, 4,7 km
- Südwesten: Wheelock, 14,3 km
- Westen: Sheffield, 8,3 km
- Nordwesten: Barton, 13,2 km

### Klima
Die mittlere Durchschnittstemperatur in Sutton liegt zwischen −9,44 °C (15 °Fahrenheit) im Januar und 20,0 °C (68 °Fahrenheit) im Juli. Damit ist der Ort gegenüber dem langjährigen Mittel der USA um etwa 9 Grad kühler. Die Schneefälle zwischen Mitte Oktober und Mitte Mai liegen mit mehr als zwei Metern etwa doppelt so hoch wie die mittlere Schneehöhe in den USA. Die tägliche Sonnenscheindauer liegt am unteren Rand des Wertespektrums der USA, zwischen September und Mitte Dezember sogar deutlich darunter.

## Geschichte
Der Grant für Sutton wurde am 26. Februar 1782 auf den Namen Billymead an Jonathan Arnold und weitere vergeben, die auch die Grants für Lyndon und St. Johnsbury bekamen. Der Name leitete sich von einem Sohn von Arnold namens William ab. Der Grant umfasste ein Gebiet von 23.040 Acre (9324 Hektar). Die Besiedlung startete 1791, zu den ersten Siedlern gehörte ein Mr. Hacket. Die meisten der frühen Siedler stammten aus Rhode Island und Connecticut. Die konstituierende Sitzung der Town fand am 4. Juli 1794 statt.
Im Jahr 1810 stimmten die Bewohner von Sutton für einen neuen Namen, da William Arnold, nach dem die Town benannt war, sich nur noch betrunken zeigte und die Bewohner schikanierte. Ein anderer Bewohner schlug Sutton nach Sutton in Massachusetts vor und die anderen stimmten zu. Die Bewohner nutzten ab diesem Zeitpunkt nur noch den neuen Namen, auch wenn es noch zwei Jahre dauerte, bis die Namensänderung offiziell durch die Legislative von Vermont anerkannt wurde. Das Postamt Billymead wurde erst im Jahr 1817 umbenannt.
Die Sutton Grange Hall, die auch für die Versammlungen der Town genutzt wurde, wurde im Jahr 1917 gebaut. Sie brannte um das Jahr 1937 ab und wurde später an gleicher Stelle neu aufgebaut. In ihr ist auch die Feuerwehr von Sutton beheimatet.

### Einwohnerentwicklung
| Volkszählungsergebnisse – Town of Sutton | Volkszählungsergebnisse – Town of Sutton | Volkszählungsergebnisse – Town of Sutton | Volkszählungsergebnisse – Town of Sutton | Volkszählungsergebnisse – Town of Sutton | Volkszählungsergebnisse – Town of Sutton | Volkszählungsergebnisse – Town of Sutton | Volkszählungsergebnisse – Town of Sutton | Volkszählungsergebnisse – Town of Sutton | Volkszählungsergebnisse – Town of Sutton | Volkszählungsergebnisse – Town of Sutton |
| Jahr                                     | 1800                                     | 1810                                     | 1820                                     | 1830                                     | 1840                                     | 1850                                     | 1860                                     | 1870                                     | 1880                                     | 1890                                     |
| ---------------------------------------- | ---------------------------------------- | ---------------------------------------- | ---------------------------------------- | ---------------------------------------- | ---------------------------------------- | ---------------------------------------- | ---------------------------------------- | ---------------------------------------- | ---------------------------------------- | ---------------------------------------- |
| Einwohner                                | 144                                      | 433                                      | 697                                      | 1005                                     | 1068                                     | 1001                                     | 987                                      | 920                                      | 838                                      | 746                                      |
| Jahr                                     | 1900                                     | 1910                                     | 1920                                     | 1930                                     | 1940                                     | 1950                                     | 1960                                     | 1970                                     | 1980                                     | 1990                                     |
| Einwohner                                | 694                                      | 711                                      | 659                                      | 596                                      | 561                                      | 528                                      | 476                                      | 438                                      | 667                                      | 854                                      |
| Jahr                                     | 2000                                     | 2010                                     | 2020                                     | 2030                                     | 2040                                     | 2050                                     | 2060                                     | 2070                                     | 2080                                     | 2090                                     |
| Einwohner                                | 1001                                     | 1029                                     | 913                                      |                                          |                                          |                                          |                                          |                                          |                                          |                                          |

## Wirtschaft und Infrastruktur

### Verkehr
Durch Sutton verläuft in westöstlicher Richtung von Barton nach Burk der U.S. Highway 5. Die Vermont State Route 5A verläuft in nordsüdlicher Richtung durch den Nordosten der Town.

### Öffentliche Einrichtungen
Es gibt in Sutton kein Krankenhaus. Das nächstgelegene ist das Northeastern Vermont Regional Hospital in St. Johnsbury.

### Bildung
Sutton gehört mit Burke, Lyndon, Newark, Sheffield und Wheelock zur Caledonia North Supervisory Union. In Sutton befindet sich die Sutton School.
In Sutton gibt es keine Bibliothek. Die nächstgelegenen befinden sich in Burke, Glover und Barton.

## Persönlichkeiten

### Söhne und Töchter der Stadt
- Thomas Bartlett (1808–1876), Politiker und Abgeordneter im US-Repräsentantenhaus
- James B. Cahoon (1802–1867), Politiker und Maine State Treasurer
- James Monroe Ingalls (1837–1927), Ballistiker